# 刘韵洁
刘韵洁（1943年1月10日—），男，山东烟台人，中国通信与信息系统专家，中国数据通信发展的奠基人，中国工程院院士，中国联通科技委主任、教授级高级工程师。
作为CHINANET的重要奠基人，刘韵洁被《时代周刊》誉为“中国互联网之父”。

## 生平
1968年，毕业于北京大学技术物理系核物理专业，获得学士学位。毕业后被分配到沧州当工人。
1970年代，组织人力，研发出功率大于100瓦的高频大功率晶体管。
1993年，被任命为邮电部电信总局数据局负责人。

## 荣誉
2005年，当选中国工程院院士。